# Гранд Канјон Вилиџ (Аризона)
Гранд Канјон Вилиџ (енгл. Grand Canyon Village) насељено је место без административног статуса у америчкој савезној држави Аризона.

## Демографија
По попису из 2010. године број становника је 2.004, што је 544 (37,3%) становника више него 2000. године.
| Група             | 2000.       | 2010.         |
| Белци             | 985 (67,5%) | 1.201 (59,9%) |
| Афроамериканци    | 23 (1,6%)   | 40 (2,0%)     |
| Азијати           | 13 (0,9%)   | 181 (9,0%)    |
| Хиспаноамериканци | 149 (10,2%) | 173 (8,6%)    |
| Укупно            | 1.460       | 2.004         |